# Finrod Felagund
Finrod Felagund, zvaný „Věrný“ a „Přítel lidí“, je fiktivní postava z knihy Silmarillion J. R. R. Tolkiena, elfí král Nargothrondu, syn Finarfina a Eärwen, bratr Galadriel, Orodretha, Angroda a Aegnora. Byl prvním z Valinorských Elfů, který se setkal s Druhými Ilúvatarovými dětmi – lidmi, stal se jejich největším přítelem a rádcem a pro svou věrnost k nim také nakonec obětoval život.

## Finrodova říše
Narodil se ve Valinoru jako nejstarší syn Finarfina, syna Finwëho. Po Zatmění Valinoru z něj odešel jako poslední z Finarfinova zástupu a tak na něj rovněž dolehla Mandosova sudba. Jeho milá Amarië z Vanyar s ním však do vyhnanství nešla. Ve Středozemi se usadil na ostrově Tol Sirion a vystavěl tam Minas Tirith. Roku 50 Prvního slunečního věku dostal od Ulma varování před útokem Morgotha, předal Tol Sirion Orodrethovi a po vzoru Menegrothu si vybudoval hluboké podzemní město a pevnost Nargothrond. Jeho země se pak rozprostírala mezi řekami Teiglinem a Nenningem a byla největší ze všech noldorských říší.

## Setkání s lidmi
Nedlouho po roku 300 Prvního věku se Finrod setkal v Ossiriandu s prvními Atani, s Bëorovým lidem, pocítil k nim lásku, naučil se jejich řeči a učil je pravému poznání. Pomáhal pak Třem domům lidí v hledání zemí, kde se usadit a při vyjednávání s jinými elfími knížaty.

## Setkání s Barahirem
Když Morgoth Bauglir prolomil Obklíčení Angbandu Bitvou náhlého plamene, spěchal na pomoc svému strýci Fingolfinovi a také svým bratrům Angrodovi i Aegnorovi. Byl však odříznut od svého vojska a bojoval jen s malou družinou svých nejvěrnějších elfů, očekávaje hrdinskou smrt. Tehdy však přispěchal z víru bitvy pán Bëorova domu Barahir se svými nejvěrnějšími bojovníky a za cenu mnohých ztrát dokázal krále elfů vysvobodit. Za to mu Felagund daroval svůj prsten jako záruku a připomínku trvalého přátelství celému jeho domu. Prsten je znám jako Barahirův prsten a později byl jedním ze znaků Dúnadanů. Barahir odmítl po prohrané bitvě opustit svou zemi. Jeho lid pronásledovaný skřety se tenčil, až jej nakonec zradil přítel Gorlim, Barahir byl přepaden skřety a se všemi svými společníky usmrcen.
Prsten po něm zdědil Beren.

## Finrodova výprava s Berenem
Finrod se s Berenem setkal v lesích Doriathu a když zjistil, že nosí jeho nádherný bývalý prsten a zjistli kdo Beren je, stali se z nich přátelé. Společně putovali do síní Menegrothu kde na ně čekal Král Thingol a jeho manželka Melian. Jejich krásu však předčila jejich dcera Luthien do které se Beren okamžitě zamiloval. Když se s ní poprvé potkal nazval ji Tinúviel a až později se dozvěděl kdo je. Když se o jejich lásce dozvěděli rodiče Luthien, tak byli rozhořčeni, jelikož se podle nich neměli brát Elf s člověkem a chtěli Berena vyhostit. Ten, ale z lásky k Tinúviel požádal Thingola ať mu ji dají pokud dokáže vzít Silmarill z koruny od Morgotha. Thingol i Melian souhlasili, jelikož se mise zdálá nemožná.
To se však nelíbilo Fëanorovým synům Celegormovi a Curufinovi, kteří v Nargothrondu pobývali pod ochranou krále. Vázáni přísahou svého otce, tvrdě vystoupili proti Berenovi a každému, kdo se pokusí uchvátit silmaril. Tehdy Finrod spatřil, že srdce jeho lidu se od něho odvracejí, a proto smetl z hlavy stříbrnou korunu krále Nargothrondu a našel deset věrných, kteří byli ochotni jej následovat až do temnoty velké pevnosti Angband. Poté Felagund předal svou korunu bratru Orodrethovi, kterého ustavil správcem království.
Výprava vedená Finrodem Felagundem a Berenem putovala dlouho krajinou zaplněnou skřety. Přes důmyslné přestrojení za skřetí válečníky je však Sauron, Morgothův přisluhovač, poznal, když procházeli okolo jeho věže, a zápasil s králem Felagundem v mocných písních, jak to tom vypráví Zpěv Leithian. Přes svou velikou moc byl nakonec král elfů poražen a spolu s celou družinou uvržen do temných kobek Tol-in-Gaurhoth, Sauronovy pevnosti, kterou dal kdysi zbudovat sám Finrod jako strážní věž elfů Minas Tirith.
Sauron, dychtící po odhalení tajemství výpravy, vymyslel důmyslnou lest, kterak přivést členy výpravy k šílenství a vyzradit vše, co ví - každou noc poslal do kobky vlkodlaka, který vždy jednoho z vězňů zabil. Věrnost Finrodových druhů však sahala až za hrob, a tak nakonec k velké Sauronově zuřivosti zůstali v kobce živi jen Beren a Finrod. Sauron věděl, že elfský zajatec je jeden z nejmocnějších Noldor, kteří kdy chodili po Středozemi, a chtěl si jej nechat až nakonec, ale předposlední noc, kdy vlkodlak přišel zbavit života posledního z rodu Bëorova, Finrod s použitím veškeré síly přetrhl pouta a dal se s vlkodlakem do boje. Ač jej nakonec rukama a zuby zabil, sám byl smrtelně raněn. Tehdy naposled promluvil k Berenovi a pravil: 
| „ | „Odcházím nyní k dlouhému odpočinku v bezčasých síních za mořem a za Amanskými horami. Dlouho potrvá, nežli mě opět uvidí mezi Noldor, a možná se již podruhé nesetkáme v životě ani ve smrti, protože osudy našich plemen jsou rozděleny. Buď zdráv!“ | “ |

Pak, ve tmě kobky Sauronovy pevnosti Tol-in-Gaurhoth, zemřel. Splnil tak svou přísahu danou Barahirovi a zároveň naplnil vlastní věštbu, kterou pronesl ke své sestře Galadriel, a ve které pravil, že z jeho říše nezbude nic, co by mohl zdědit syn.